# Rusokastro, Burgas
Rusokastro (în bulgară Русокастро) este un sat în comuna Kameno, regiunea Burgas,  Bulgaria. 

## Demografie
Componența etnică a satului Rusokastro
     Turci (6,33%)
     Bulgari (87,23%)
     Romi (3,46%)
     Nicio identificare (2,95%)
La recensământul din 2011, populația satului Rusokastro era de 1.183 locuitori. Din punct de vedere etnic, majoritatea locuitorilor (87,23%) erau bulgari, existând și minorități de turci (6,33%) și romi (3,46%). Pentru 2,95% din locuitori nu este cunoscută apartenența etnică.